# ローラン・カンテ
ローラン・カンテ（Laurent Cantet、1961年4月11日 - 2024年4月25日）は、フランスの映画監督。
4作目の長編監督作『パリ20区、僕たちのクラス』でカンヌ国際映画祭のパルム・ドールを受賞したことで知られる。

## 経歴
1986年に高等映画学院を卒業し、テレビでドキュメンタリー制作に携わる。
その後、短編映画をいくつか制作し、1999年に『ヒューマン・リソース』で長編映画デビューをする。この作品でセザール賞の新人監督賞を受賞した。
2001年に第2作『タイム・アウト』を発表。ヴェネツィア国際映画祭で上映され、続く2005年の3作目『南へ向かう女たち』は同映画祭のコンペティション部門へと出品された。
2008年、第4作となる『パリ20区、僕たちのクラス』を第61回カンヌ国際映画祭コンペティション部門に出品。フランスの中学校の教育現場を擬似ドキュメンタリー風に描き高い評価を得て、フランスの映画としては『悪魔の陽の下に』以来21年ぶりとなるパルム・ドールに輝いた。審査委員長のショーン・ペンによれば「審査員全員一致で決まった」という。また、第81回アカデミー賞の外国語映画賞のフランス代表に選ばれ、候補にもなった。
2024年4月25日の朝にパリで死去。63歳没。

## 監督作
- ヒューマン・リソース Ressources humaines / Human Resources (1999)
- タイム・アウト L'Emploi du temps / Time Out (2001)
- 南へ向かう女たち Vers le sud / Heading South (2005)
- パリ20区、僕たちのクラス Entre les murs / The Class (2008)
- フォックスファイア 不良少女の告白 Foxfire, confessions d'un gang de filles / Foxfire (2012)
- Retour à Ithaque / Return to Ithaca (2014)

（原題 / 英題）